# Operation Spring (Film)
Operation Spring ist ein Dokumentarfilm von Angelika Schuster und Tristian Sindelgruber aus dem Jahr 2005.

## Inhalt
Der Film setzt sich kritisch mit den als Operation Spring bezeichneten Razzien der österreichischen Polizei auseinander, die sich im Mai 1999 fast ausschließlich gegen Menschen mit dunkler Hautfarbe richteten. Am Beginn des Films, wird die Medienberichterstattung des ORF, der Kronen-Zeitung und anderer Medien verglichen und gezeigt, wie die Operation Spring anfänglich fast einhellig als großer Erfolg gegen eine „nigerianische Drogenmafia“ dargestellt wurde.
Im Film kommen viele Beteiligte, die in den Verfahren auf unterschiedlichen Seiten standen, zu Wort. Neben mehreren Angeklagten und deren Anwälten, werden auch Zeugen der Anklage (darunter ein vormals anonymisierter Belastungszeuge, der seine Aussage mittlerweile widerrufen hat), Richter, Geschworene sowie die Menschenrechtsaktivistin Ute Bock, die 1999 in einem von der Polizei gestürmten Flüchtlingsheim arbeitete, interviewt. Der Angeklagte Emmanuel Chukwujekwu, dessen Prozess während der Dreharbeiten sechs Jahre nach der Operation Spring immer noch nicht abgeschlossen war, wird zu mehreren Prozesstagen begleitet und sein Fall sehr detailliert geschildert. 
Konzept des Films ist es, unterschiedliche Lesearten der Ereignisse des Mai 1999 darzustellen.

## Resonanz
Operation Spring wurde auf vielen renommierten Filmfestivals gezeigt. Unter anderem lief er bei der Viennale in Wien, dem Internationalen Leipziger Festival für Dokumentar- und Animationsfilm oder dem Visions du Réel, dem Dokumentarfilmfestival in Nyon. 
Mehr als 13.000 Menschen besuchten Operation Spring in den österreichischen Kinos. Der Kinoerfolg von Operation Spring trug dazu bei, dass sechs Jahre nach der gleichnamigen Polizeiaktion abermals eine mediale und politische Debatte zum Thema entfacht werden konnte und zahlreiche Verfahrensfehler und Widersprüche öffentlich debattiert wurden.

## Auszeichnungen
- Wiener Filmpreis 2005

## Pressestimmen
„Operation Spring erschüttert das Vertrauen in den Rechtsstaat Österreich nachhaltig.“ (Stefan Grissemann, Profil)
„Ihre spannende, dabei stets sachliche Auseinandersetzung mit der größten österreichischen Polizeiaktion der Nachkriegsgeschichte (inklusive des ersten Lauschangriffs) weckt überzeugend beträchtliche Zweifel an der Vorgangsweise von Justiz und Medien.“ (Die Presse)
„Dabei wird ein Justizskandal erkennbar, der eigentlich die Republik erschüttern müsste ... In einer aufgeklärten Republik müsste ein Film wie Operation Spring eine Debatte über den Zustand der Rechtskultur auslösen.“ (Berliner Zeitung)